# Hypocrea corticioides
Hypocrea corticioides är en svampart som beskrevs av Berk. & Broome 1875. Hypocrea corticioides ingår i släktet svampdynor och familjen Hypocreaceae.   Inga underarter finns listade i Catalogue of Life.